# The Shirelles
The Shirelles sono state un gruppo femminile statunitense di genere pop, formatosi nel 1959. La rivista Rolling Stone le annovera al 76º posto nella classifica dei 100 più grandi cantanti di tutti i tempi.
Nel 1996 sono state inserite nella Rock and Roll Hall of Fame.

## Storia del gruppo
Shirley Owens, Doris Coley, Addie “Micki” Harris e Beverly Lee, quattro studentesse di scuola superiore a Passaic, nel New Jersey, decisero nel 1958 di riunirsi in un gruppo vocale. Col nome The Poquellos composero una canzone, I Met Him on a Sunday, partecipando a un concorso canoro. Notate le loro doti, Florence Greenberg si offrì di far loro da manager, ne cambiò il nome in The Shirelles e ne propose l'ingaggio alla Decca Records, con cui registrarono il pezzo di loro composizione che si posizionò nella classifica dei 50 migliori brani a livello nazionale. Quell'anno vide anche il loro debutto sul prestigioso palcoscenico dell'Apollo Theater.
Dopo due consecutivi passi falsi, l'anno successivo il quartetto entrò nei Top 20 di R&B con Tonight's the Night, ma la grande popolarità arrivò nel 1961 con la canzone targata Goffin-King Will You Love Me Tomorrow che decretò le Shirelles il primo gruppo femminile di rock & roll di successo, aprendo la strada a molte formazioni vocali femminili – The Supremes, The Ronettes, The Crystals, The Chiffons e The Marvelettes fra le più popolari. 
La celebrità conquistata consentì il ripescaggio e la pubblicazione di brani in precedenza sottovalutati e il lancio di nuovi pezzi di successo come Soldier Boy.
Nel 1963 le Shirelles contribuirono alla colonna sonora di Questo pazzo, pazzo, pazzo, pazzo mondo e fecero apprezzare al grande pubblico una ancora sconosciuta Dionne Warwick, che cantò col gruppo in sostituzione di due componenti costrette a lasciare temporaneamente per impegni matrimoniali. Frattanto venivano notate non solo dal pubblico ma anche da musicisti affermati. I loro motivi furono ripresi fra gli altri da Aretha Franklin, gli Yardbirds di Eric Clapton, The Mamas & the Papas, Smokey Robinson, Manfred Mann, Roberta Flack. Anche i Beatles (specialmente George Harrison), nella loro prima fase della carriera, si interessarono ai gruppi vocali femminili e in particolare alle Shirelles; facevano parte della loro scaletta dei concerti live motivi come Will You Love Me Tomorrow, Mama Said e Baby It's You – quest'ultimo ripreso in sala d'incisione assieme a Boys (anch'esso del gruppo statunitense) e inserito nell'album Please Please Me.

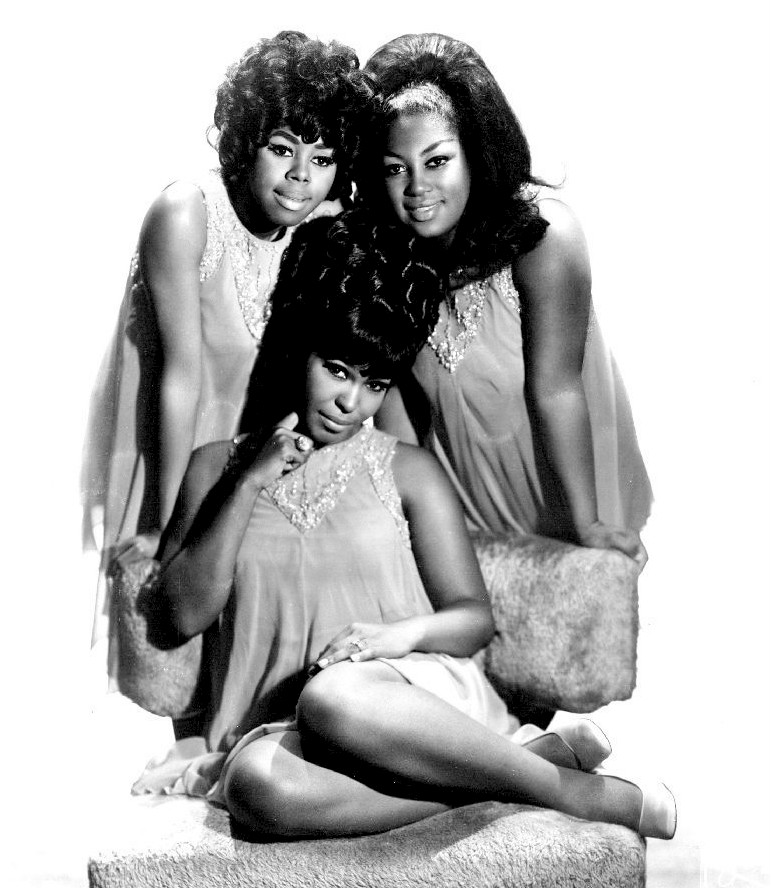
Le Shirelles attorno al 1970

Nel 1967, Doris Coley lasciò il gruppo per dedicarsi alla famiglia, e le componenti rimaste decisero di continuare come trio che andò avanti fra registrazioni, apparizioni televisive e tournée. Anche la Owens abbandonò la formazione nel 1975 per proseguire nella carriera da solista, ma il suo vuoto fu colmato dal ritorno della Coley. Il 10 giugno 1982, nel corso di un'esibizione che il gruppo stava tenendo ad Atlanta, la Harris fu colpita da un attacco cardiaco fulminante e le compagne, profondamente scosse dall'accaduto, scelsero di ritirarsi dalle scene, e incisero per l'ultima volta l'anno successivo assieme a una Dionne Warwick all'apice del trionfo artistico.
Due dei loro successi sono registrati nella classifica stilata da Rolling Stone delle 500 più belle canzoni di tutti i tempi: si tratta di Will You Love Me Tomorrow, al posto 126 e Tonight's the Night alla posizione 409.
L'origine e la carriera artistica del gruppo vocale, impersonato da Christina Sajous, Erica Ash, Kyra DaCosta e Crystal Starr Knighton, sono state rievocate nel musical di Broadway portato sulle scene nel periodo 2009-11 e intitolato Baby It's You.
Al di là della loro attività musicale, le Shirelles sono state fra i primi artisti a impegnarsi contro l'AIDS e a favore di un'associazione che si batte per la cura delle malattie mentali nella loro città d'origine.

## Formazione
- Shirley Owens (Henderson, 10 giugno 1941)
- Doris Coley (Goldsboro, 2 agosto 1941 – Sacramento, 4 febbraio 2000)
- Addie “Micki” Harris (Passaic, 22 gennaio 1940 – Atlanta, 10 giugno 1982)
- Beverly Lee (Passaic, 3 agosto 1941)

## Riconoscimenti
- Young Hollywood Hall of Fame (1960's)

## Discografia

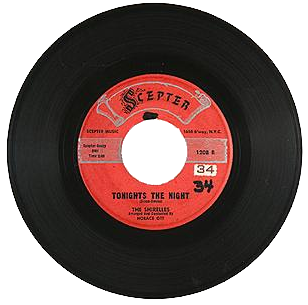
Il 45 giri Tonight’s the Night

### Album
- 1961 – The Shirelles Sing to Trumpets and Strings
- 1961 – Tonight's the Night
- 1962 – Baby It's You
- 1962 – Give a Twist Party
- 1963 – Foolish Little Girl
- 1965 – Swing the Most
- 1967 – Spontaneous Combustion
- 1971 – Happy and in Love
- 1972 – The Shirelles
- 1972 – Sweet Soul from the Shirelles
- 1973 – Eternally, Soul
- 1980 – To Know Him Is to Love Him
- 1985 – Sha La La La La La
- 1989 – Dedicated to You
- 1999 – Will You Love Me Tomorrow

### Singoli ed EP
- 1958 – Dedicated to the One I Love/Look a Here Baby
- 1958 – I Met Him on a Sunday/I Want You to Be My Boyfriend
- 1960 – The Dance Is Over/Tonight's the Night
- 1960 – Will You Love Me Tomorrow/Boys
- 1961 – What a Sweet Thing That Was/A Thing of the Past

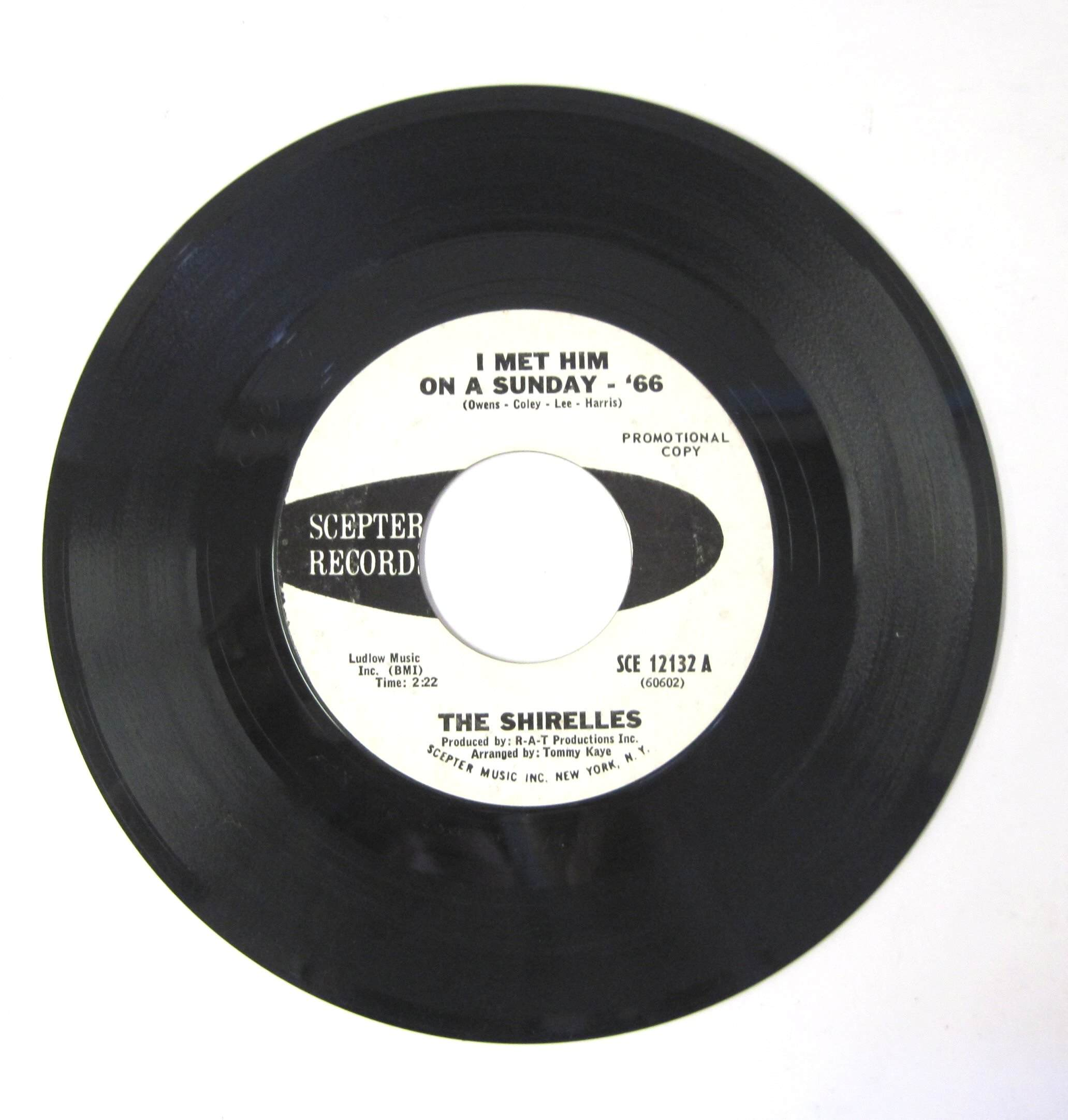
Il singolo I Met Him on a Sunday

- 1961 – Baby It’s You/The Things I Want to Hear
- 1961 – Mama Said/Blue Holiday
- 1961 – I Met Him on a Sunday/My Love Is a Charm
- 1961 – Big John/Twenty-One
- 1962 – Soldier Boy/Love Is a Swingin' Thing
- 1962 – Stop the Music/It's Love That Really Counts
- 1962 – Welcome Home Baby/Mama, Here Comes The Bride
- 1963 – Foolish Little Girl/Not for All the Money in the World
- 1963 – It's a Mad Mad Mad Mad World/Flavors
- 1963 – Don't Say Goodnight and Mean Goodbye/I Don't Mean to Hurt You
- 1963 – Tonight You're Gonna Fall In Love with Me/20th Century
- 1963 – What Does a Girl Do?/Don't Let It Happen to Us
- 1963 – Everybody Loves a Lover/I Don't Think So
- 1964 – Thank You Baby/Dooms Day
- 1964 – Are You Still My Baby/I Saw a Tear
- 1965 – March (You'll Be Sorry)/Everybody's Goin' Mad
- 1965 – Bright Shining Colors/Too Much to a Good Thing
- 1967 – Don't Go Home (My Little Darlin')/Nobody Baby after You
- 1969 – Look What You've Done to My Heart/A Most Unusual Boy
- 1969 – Playthings/Looking Glass
- 1969 – Never Give You Up (Never Gonna Give You Up)/Go Away and Find Yourself
- 1970 – There Goes My Baby – Be My Baby/Strange, I Still Love You
- 1970 – It's Gonna Take a Miracle/Lost
- 1972 – Brother, Brother/Sunday Dreaming
- 1972 – Will You Love Me Tomorrow/Dedicated to the One I Love
- 1973 – Do What You've a Mind To/Touch the Wind
- 1975 – Last Minute Miracle/March
- 1981 – Will You Love Me Tomorrow/Soldier Boy
- 1988 – Will You Love Me Tomorrow/Boys/Mama Said

### Raccolte
- 1963 – The Shirelles Greatest Hits
- 1967 – The Shirelles Greatest Hits II
- 1972 – Remember When
- 1972 – Remember When Volume II
- 1972 – The Best of Tte Shirelles
- 1973 – Remember When
- 1973 – Sing Their Very Best
- 1973 – The Shirelles's Greatest Hits (Golden Hour of)
- 1975 – The Very Best of the Shirelles
- 1976 – Boys
- 1977 – 16 Greatest Hits
- 1981 – The Shirelles
- 1981 – Juke Box Giants - 20 Hits of the Shirelles
- 1983 – The Shirelles Greatest Hits
- 1984 – Anthology 1959-1964
- 1984 – Soulfully Yours
- 1986 – the 21 Greatest Hits
- 1987 – 16 Greatest Hits
- 1991 – The Fabulous Shirelles
- 1992 – Greatest Hits
- 1992 – The Best of the Shirelles
- 1993 – Will You Love Me Tomorrow
- 1994 – The Best of the Shirelles
- 1994 – Greatest Hits
- 1994 – For Collectors Only
- 1995 – Soldier Boy
- 1997 – Will You Love Me Tomorrow
- 1997 – Greatest Hits
- 2000 – The Story
- 2005 – Will You Love Me Tomorrow?[10]